# Agustín C. Youshimatz
Gral. Agustín C. Youshimatz fue un militar mexicano que participó en la Revolución mexicana. Fue un jefe constitucionalista que acompañó al general Álvaro Obregón en la campaña contra Francisco Villa en 1915.  